# Обов'язковий технічний контроль транспортних засобів

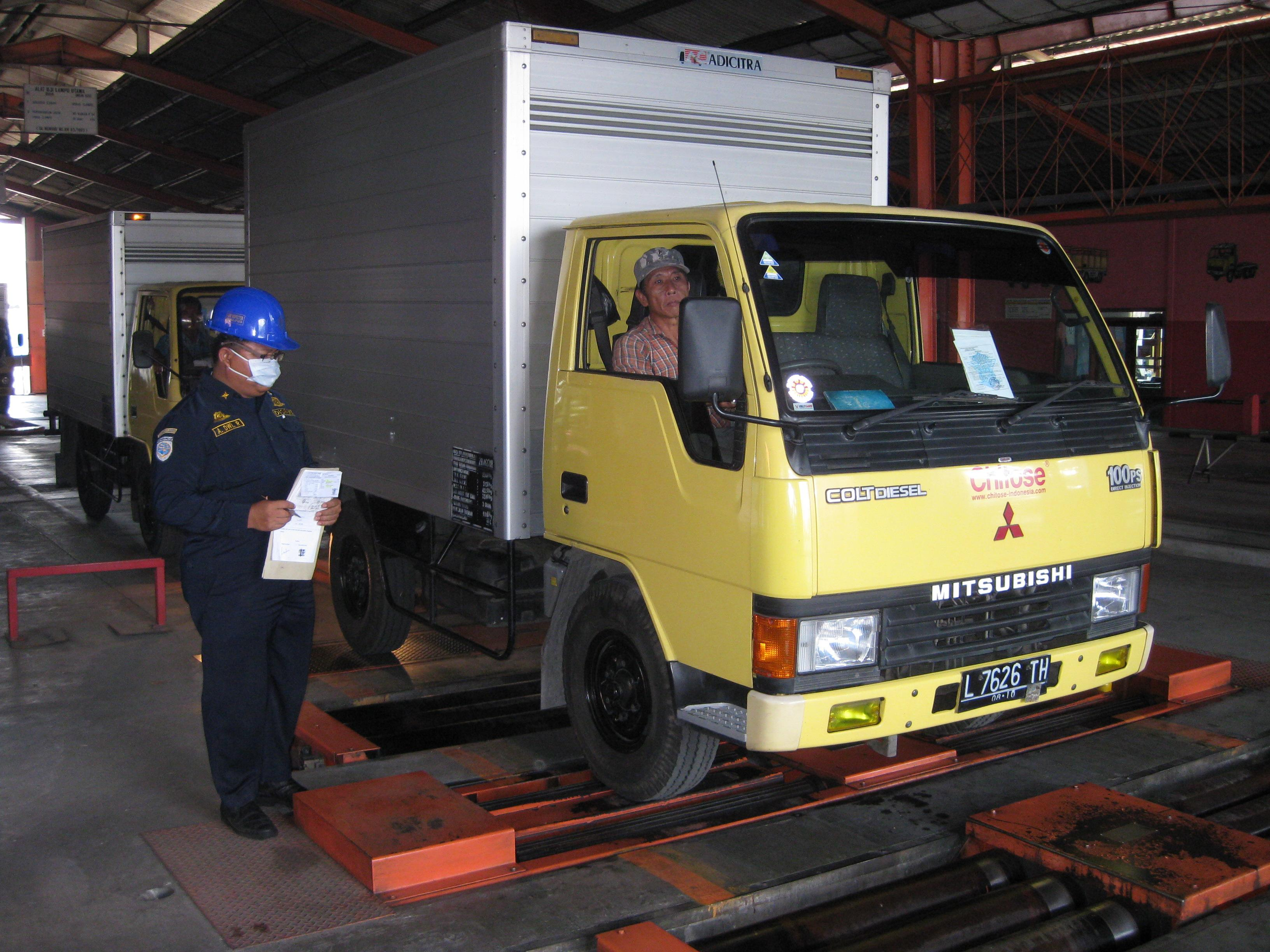
Випробовування гальм вантажівки в Індонезії
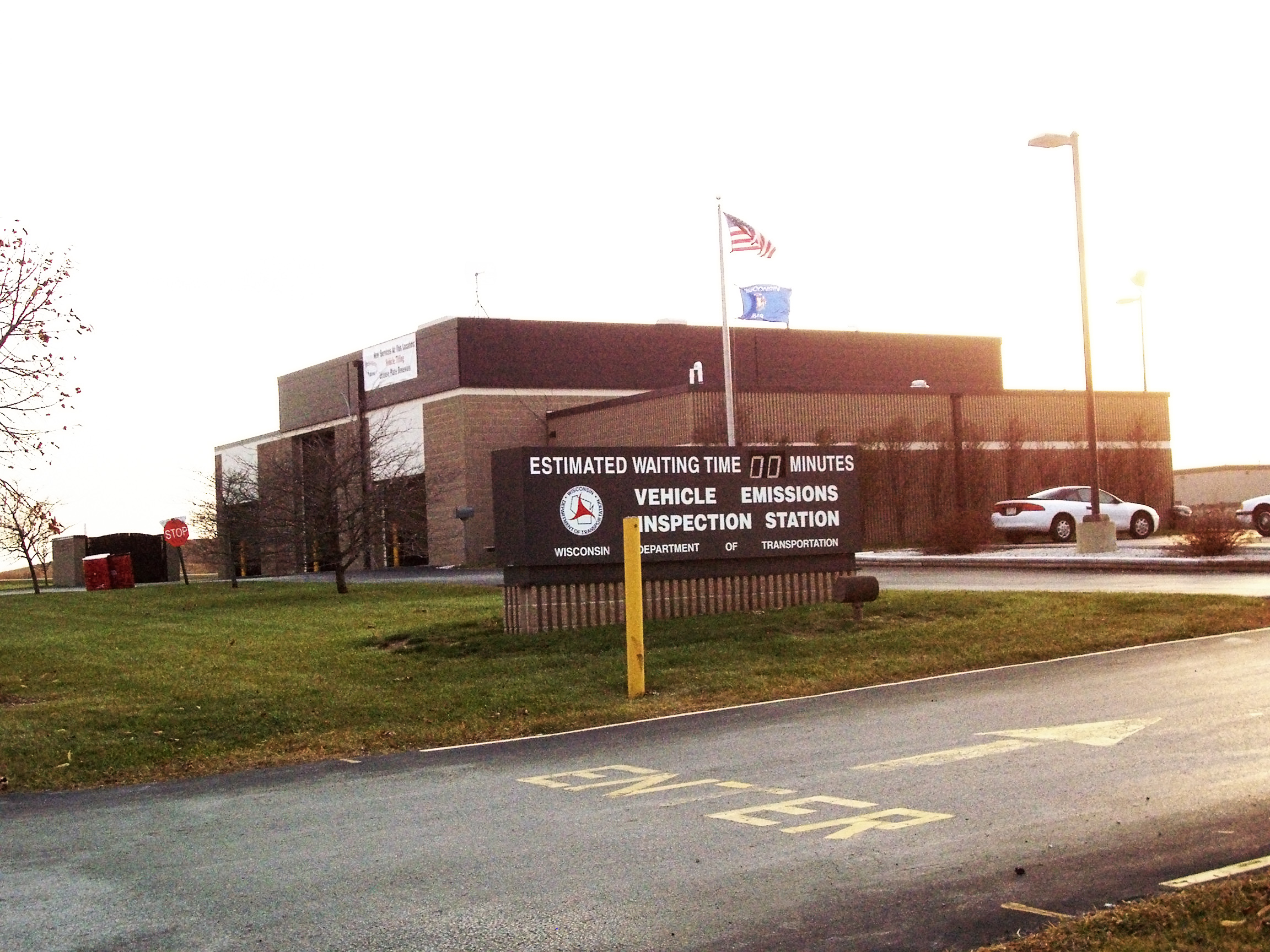
Станція перевірки викидів вихлопних газів у Вісконсині, США
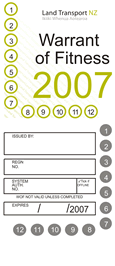
Warrant of Fitness (документ про проходження техогляду в Новій Зеландії)
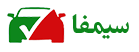
Логотип іранської системи техогляду
Деколь на номерний знак у Німеччині
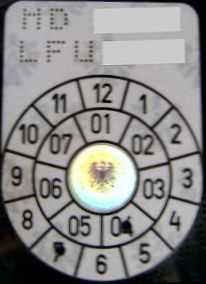
Австрійський деколь
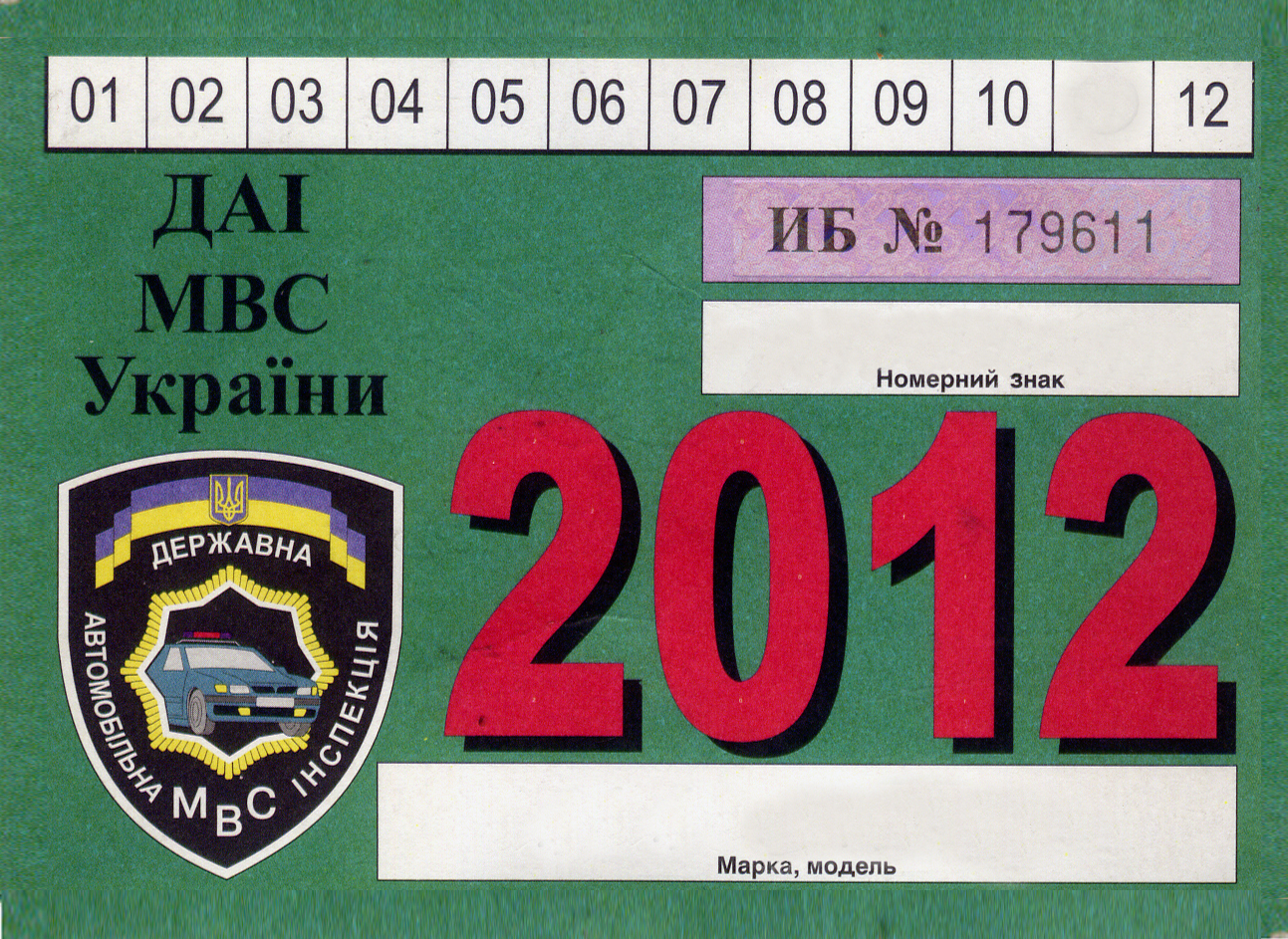
Талон про проходження техогляду ДАІ МВС України (2010). Лицьова сторона
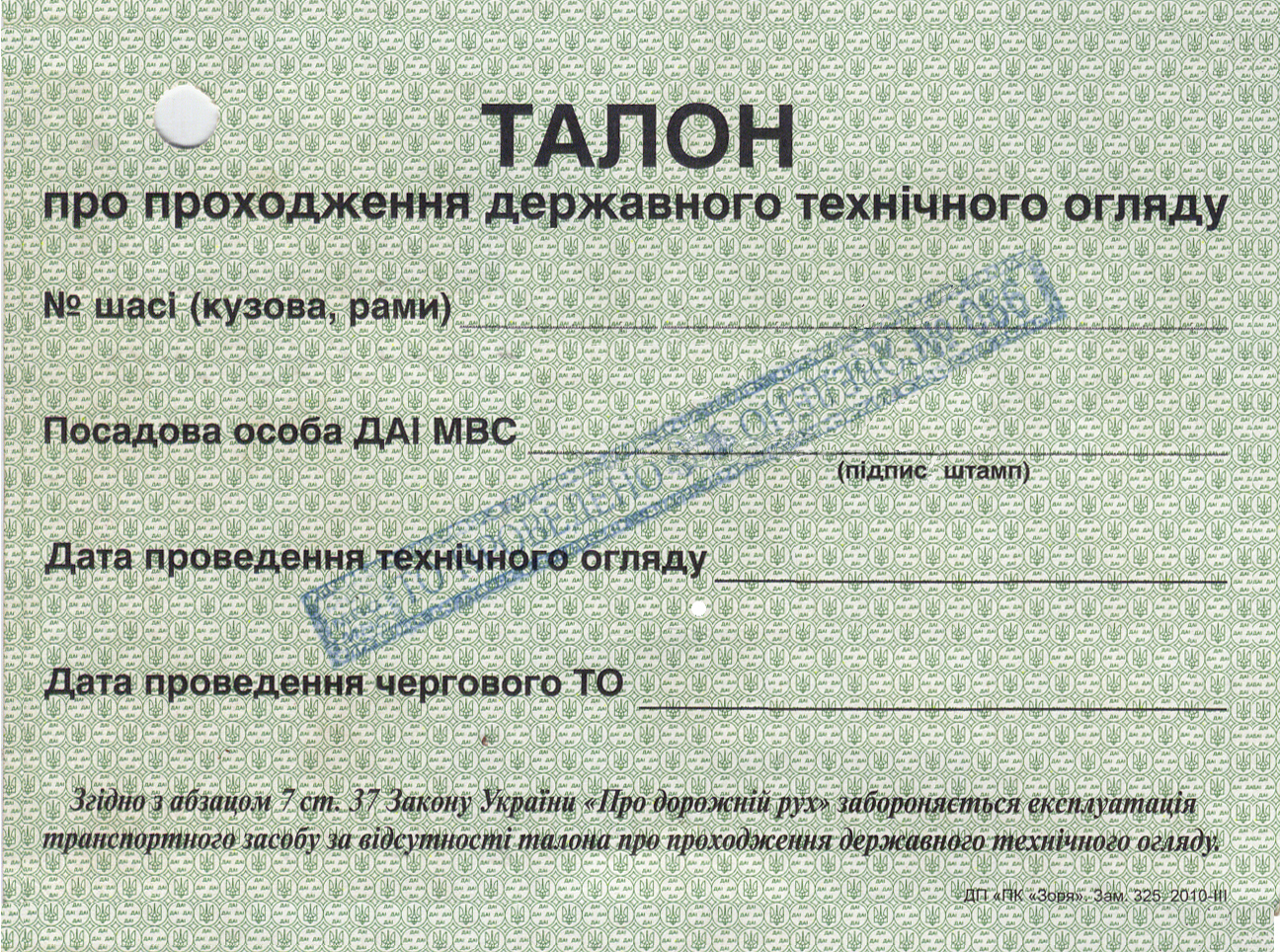
Талон про проходження техогляду ДАІ МВС України (2010). Зворотня сторона

Обов'язковий технічний контроль транспортного засобу (техогляд, ОТК) — це процедура, що регулюється національними або наднаціональними урядами багатьох країн, під час якої транспортний засіб перевіряється на відповідність нормативним вимогам до безпеки руху та/або екологічності викидів.
Контроль може здійснюватися з певною періодичністю чи при відчуженні транспортного засобу. Типові інтервали перевірок складають один-два роки.
Коли транспортний засіб пройшов перевірку, на його вітрове скло або номерний знак можуть ліпити наклейку (деколь або стікер) для спрощення подальшого контролю, але в деяких країнах, наприклад, у Нідерландах з 1994 року, це більше не потрібно.
У деяких юрисдикціях потрібно здійснити перевірку до видачі або поновлення паспорту ТЗ або номерного знака. В інших, коли транспортний засіб пройшов огляд, на вітрове скло або номерний знак прикріплюється деколь про перевірку, завдяки якому поліція може бачити, чи відповідає цей ТЗ технічним вимогам.
Існує певна дискусія щодо того, чи справді періодичні перевірки автотранспорту є економічно ефективним способом поліпшення безпеки дорожнього руху. Останній аналіз змін у безпекових процедурах Сполучених Штатів Америки вчергове викликав сумніви щодо ефективності цих перевірок.

## Техконтроль за країнами

### США
У США уряд кожного штату може вирішувати, чи слід запроваджувати перевірку безпечності експлуатації ТЗ, а також особливості програм контролю. 18 штатів мають періодичну (щорічну або дворічну) програму перевірки безпеки, тоді як Меріленд вимагає перевірку лише до реєстрації або передачі права власності. Декілька штатів скасували їхні програми контролю безпеки в останні роки, стверджуючи, що ці заходи не зменшують ризиків та є лише податковим тягарем для власників автомобілів.
Згідно з екологічним законом 1990 року, штати зобов'язані впроваджувати програми контролю викидів автомобілів у столичних районах, якість повітря котрих не відповідає федеральним стандартам. Специфіка цих програм варіюється. Деякі штати, включаючи Флориду, Кентуккі та Міннесоту, припинили свої програми контролю протягом останніх років.
У деяких штатах перевірки проводяться на інспекційних станціях, що належать місцевій владі. В інших — приватні автомайстерні виконують перевірки з дозволу штату.

### Ізраїль
Автомобілі, старші трьох років, повинні проходити щорічний контроль, що є умовою володіння водійськими правами. Автомобіль, який не пройшов перевірку, не повинен використовуватися протягом семи днів, щоб надалі йому було дозволено експлуатацію. Предметом контролю є: ідентифікація транспортного засобу та власника, включаючи номерний знак; викиди; рульовий механізм; нижня частина; світлові прилади; гальма; кути установки коліс. Автомобілі, старші п'ятнадцяти років, вважаються «антикварними», і вони повинні перевірятися кожні шість місяців, включно з додатковою перевіркою гальм.

### Європейський Союз
Директива Європейського Союзу 2014/45 від 3 квітня 2014 року зобов'язує всі держави-члени проводити періодичні перевірки безпеки та викидів (перевірки працездатності) більшості типів автотранспортних засобів, включаючи легкові автомобілі, вантажівки, причепи, трактори з розрахунковою швидкістю понад 40 км/год і — з 1 січня 2022 року — мотоцикли з об'ємом двигуна понад 125 см3. Вона також визначає мінімальні вимоги до цих перевірок та їх інтервали. Для транспортних засобів до 3,5 т і тракторів перший контроль повинен відбутися не пізніше, ніж через 4 роки після першої реєстрації та з частотою до 2 років після цього. Транспортні засоби вагою понад 3,5 т повинні пройти перевірку не пізніше, ніж через 1 рік після першої реєстрації та кожного року в наступному.

### Україна
До 2011 року технічний контроль в Україні називався державним технічним оглядом, і був, власне, загальнообов'язковим для переважної більшості транспортних засобів, що беруть участь у дорожньому русі.
За інформацією журналістів, близько 90 % власників автомобілів отримували талони про техогляд корупційним шляхом: без будь-яких перевірок, за допомогою усталених «зв'язків». За висновками експертів, обсяг таких неофіційних платежів на рік становив близько 1 млрд грн. Між тим, ДТП в Україні відбуваються здебільшого внаслідок порушень правил дорожнього руху, а несправність автомобілів сягає у таких випадках менше 1 %.
5 липня 2011 року Верховна Рада внесла зміни до Закону «Про дорожній рух», якими скасувала обов'язковий техогляд для легкових авто, які використовуються не в комерційних цілях.
Сьогодні в Україні підлягають ОТК наступні види транспортних засобів:
1. легкові автомобілі, що використовуються для перевезення пасажирів або вантажів з метою отримання прибутку, із строком експлуатації більше двох років — періодичність кожні два роки;
2. вантажні автомобілі вантажопідйомністю до 3,5 тонни, причепи до них із строком експлуатації більше двох років — періодичність кожні два роки;
3. вантажні автомобілі вантажопідйомністю більше 3,5 тонни, причепи до них та таксі незалежно від строку експлуатації — періодичність щороку;
4. автобуси та спеціалізовані ТЗ, що перевозять небезпечні вантажі, незалежно від строку експлуатації — періодичність двічі на рік.

Процедура передбачає перевірку технічного стану транспортного засобу, а саме:
- Ідентифікація (дані у свідоцтві про державну реєстрацію ТЗ повинні відповідати даним його ідентифікації)
- Гальмові системи
- Система керування
- Оглядовість з місця водія
- Зовнішні світлові прилади, електроустатковання
- Пневматичні шини і колеса
- Двигун та його системи
- Газобалонне обладнання
- Негативний вплив на навколишнє природне середовище
- Інші елементи, які впливають на безпечність.

Крім того, передбачена додаткова перевірка для автобусів, таксі, автомобілів швидкої медичної допомоги, великогабаритних, великовагових ТЗ, і тих, що використовуються для перевезення небезпечних вантажів.
ОТК проводять не державні, а приватні суб'єкти. Це юридичні або фізичні особи-підприємці, інформація про яких внесена до відповідного реєстру. Вони повинні мати у власності чи користуванні необхідне обладнання (у тому числі: підйомні пристрої, стенди, вимірювачі, газоаналізатор, димомір тощо).
Документами, що підтверджують успішне проходження ТЗ перевірки технічного стану, є паперовий бланк протоколу в комплекті з самоклейною міткою радіочастотної ідентифікації (кріпиться із внутрішнього боку в правій верхній частині вітрового скла автомобіля).
У країні обговорюється відновлення загального періодичного ОТК дорожніх автомобілів, оскільки реформа цієї сфери випливає з Угоди про асоціацію з ЄС. Міністерство інфраструктури пропонує відновити обов'язковий техогляд приватних автомобілів з 2022 року.

## Публікації
- Волков, В. П., et al. «Особливості моніторингу і визначення статусу несправностей транспортного засобу у складі бортового інформаційно-діагностичного комплексу.» Вісник Національного транспортного університету 30 (1) (2014): 51-62.
- Далека, В. Х., et al. «Технічна експлуатація електричного транспорту.» Харків: ХНАМГ (2007).
- Кравчук, В., and М. Оситняжський. «Контроль технічного стану та облік колісних транспортних засобів: Досвід Німеччини.» Техніка і технології АПК 12 (2014): 8-9.
- Матейчик, В. П., et al. «Особливості моніторингу стану транспортних засобів з використанням бортових діагностичних комплексів.» Управління проектами, системний аналіз і логістика. Технічна серія 13 (1) (2014): 125—137.
- Приміський, В. П., et al. «Сучасні засоби інструментального контролю (газоаналізатори і газоаналітичні системи) відпрацьованих газів автомобілів.» Вісник Національного технічного університету ХПІ. Сер.: Нові рішення в сучасних технологіях 68 (2012): 135—141.
- Brown, Betty J., and Annie D. Minter. «Vehicle security inspection system.» U.S. Patent No. 6,972,693. 6 Dec. 2005.
- Busch, James L., and Michael E. Sterling. «Method and system for facilitating vehicle inspection to detect previous damage and repairs.» U.S. Patent No. 6,052,631. 18 Apr. 2000.
- Chalmers, Alexander, Peter Rothschild, and Lee Grodzins. «Drive-through vehicle inspection system.» U.S. Patent No. 6,459,764. 1 Oct. 2002.
- Chene, George, et al. «Vehicle inspection and maintenance system.» U.S. Patent No. 6,587,768. 1 Jul. 2003.
- Crain, W. Mark. Vehicle safety inspection systems. How effective?. No. AEI-258. 1980.
- Skorupski, Jeffrey H., and William H. Lueckenbach. «Computer assisted driver vehicle inspection reporting system.» U.S. Patent No. 5,680,328. 21 Oct. 1997.